# Vejrandøje
Vejrandøjen (Lasiommata megera) er en sommerfugl i takvingefamilien. Arten er især udbredt i Sydeuropa og i Nordafrika nord for Sahara samt i Lilleasien og videre mod øst til Iran. I Danmark er den nogle steder almindelig og foretrækker tørre solrige områder, f.eks. i grusgrave, på skrænter, i klitter, på diger, stengærder og jordveje. Vejrandøjen er bundet til bakket terræn og dens udbredelse i Danmark er derfor noget varieret. Den er almindelig på Sydfyn, Nordsjælland, Samsø, Djursland og Bornholm, uden for disse områder findes den kun lokalt eller er sjælden. Den flyver fra omkring 15. maj til sidst i september eller først i oktober.

## Udseende
Vejrandøjen tilhører en slægt af sommerfugle, der har hårede øjne, dvs. mellem hver del af de sammensatte øjne gror der små fine hår. Det latinske slægtsnavn, Lasiommata, hentyder til dette kendetegn. Vejrandøjen er smukt ravgul-brun med sorte tegninger på vingerne. Hannen har en bred stribe sorte duftskæl på skrå hen over oversiden af forvingen. Begge køn har her også en tydelig sort øjeplet. Vingefanget hos arten er omkring 35 – 44 mm. Der er en del variation indenfor arten, enkelte individer kan have flere mindre øjepletter på forvingen.
- Lasiommata megera megera  ♂

## Livscyklus
Normalt findes der to generationer af sommerfuglen i løbet af en sommer i Danmark. Kun i ekstremt varme år, hvor 1. generation kommer frem tidligt, kan der findes eksemplarer af en 3. generation. Ægget lægges på forskellige græsarter og det klækkes efter en uge. Larverne fra 1. generation vokser sig store på en måned og forpupper sig så. Omkring 15. juli kommer den voksne sommerfugl frem fra puppen. De voksne sommerfugle kan ses til langt ind i september. Larver af 2. generation sætter sig til overvintring som halvvoksne. Næste forår kommer de første friske voksne individer frem omkring 15. maj.

## Foderplanter
De voksne sommerfugle søger til blomster af kløver, lucerne og andre kurvblomster, mens larverne lever på græsser som almindelig hundegræs, svingel, stilkaks og bølget bunke.